# Elezioni comunali in Friuli-Venezia Giulia del 1996
Le elezioni comunali in Friuli-Venezia Giulia del 1996 si tennero il 9 giugno (con ballottaggio il 23 giugno) e il 17 novembre (con ballottaggio il 1º dicembre).

## Elezioni del novembre 1996

### Provincia di Trieste

#### Muggia
| Candidati                     | Candidati             | II turno              | II turno              | I turno | I turno | Liste                         | Voti  | %     | Seggi |
| Candidati                     | Candidati             | Voti                  | %                     | Voti    | %       | Liste                         | Voti  | %     | Seggi |
| ----------------------------- | --------------------- | --------------------- | --------------------- | ------- | ------- | ----------------------------- | ----- | ----- | ----- |
|                               | Roberto Dipiazza      | 3 768                 | 53,15                 | 3 180   | 37,96   | Lista civica di centro-destra | 2 937 | 37,32 | 12    |
|                               | Giorgio Rossetti      | 3 322                 | 46,85                 | 2 558   | 30,54   | L'Ulivo                       | 2 467 | 31,35 | 4     |
| Seggio di coalizione          | Seggio di coalizione  | Seggio di coalizione  | 46,85                 | 2 558   | 30,54   | 1                             |       |       |       |
|                               | Sergio Milo           | Sergio Milo           | Sergio Milo           | 1 469   | 17,54   | Sinistra                      | 1 348 | 17,13 | 1     |
| Seggio di coalizione          | Seggio di coalizione  | Seggio di coalizione  | Sergio Milo           | 1 469   | 17,54   | 1                             |       |       |       |
|                               | Edoardo Marchio       | Edoardo Marchio       | Edoardo Marchio       | 621     | 7,41    | Lega Nord                     | 587   | 7,46  | –     |
| Seggio di coalizione          | Seggio di coalizione  | Seggio di coalizione  | Edoardo Marchio       | 621     | 7,41    | 1                             |       |       |       |
|                               | Pierpaolo Olla        | Pierpaolo Olla        | Pierpaolo Olla        | 368     | 4,39    | Lista Civica (A)              | 354   | 4,50  | –     |
|                               | Giampaolo Stimamiglio | Giampaolo Stimamiglio | Giampaolo Stimamiglio | 181     | 2,16    | Lista Autonomista             | 176   | 2,24  | –     |
| Totale                        | Totale                | 7 090                 | 100                   | 8 377   | 100     |                               | 7 869 | 100   | 20    |
|                               |                       |                       |                       |         |         |                               |       |       |       |
| Fonte: Ministero dell'interno |                       |                       |                       |         |         |                               |       |       |       |